# Jardín Botánico de Pekín
El Jardín Botánico de Pekín, en pinyin: Beijing Zhiwuyuan o en chino: 北京植物园, es un Jardín botánico de unas 200 hectáreas abiertas al público, que se encuentra en la ciudad de Pekín, en China dependiente del Instituto de Botánica afiliado a la Academia de Ciencias de China.

## Localización
Se encuentra en los suburbios de la parte oeste de Pekín en el n.º 20, Nanxincun Village, distrito de Haidian, entre la Colina perfumada (Xiangshan Gongyuan) (香山公园) y la Montaña de Jade de Primavera (玉泉山). 
La entradas principales de visitantes en: Xiangshan Nanlu y en Xiangyi Lu.
- Con el bus 333 o 904 a la estación Wofosi, o bus 318 y 360 a la estación Zhiwuyuan (jardín botánico en chino).

- Por automóvil: Partiendo desde el Palacio de verano seguir dentro de la avenida Xiangyi Lu, seguir unos 10 kilómetros y girar a la derecha para la zona de aparcamientos.

- Por la autopista del quinto cinturón: Tomar la salida de la Colina perfumada (Xiangshan o Fragrant Hill, en inglés), y tras marchar unos 800 metros, girar a la derecha a la zona de aparcamiento.

## Historia
El jardín botánico de Pekín se fundó en 1956 con la ayuda financiera del gobierno central. El último emperador de la china, Puyi, luego de ser liberado en 1959 trabajó en este Jardín desde 1959 hasta 1963. 
Después de un desarrollo rápido de unos diez años, sufrió un estancamiento durante la revolución cultural por otros 10 años. 
Durante los últimos 20 años, se ha dado un gran impulso a los proyectos pendientes que fueron continuados, especialmente después de 1990. Las nuevas áreas de las colecciones se han acrecentado y actualmente se recogen más especies de plantas.

Detalles
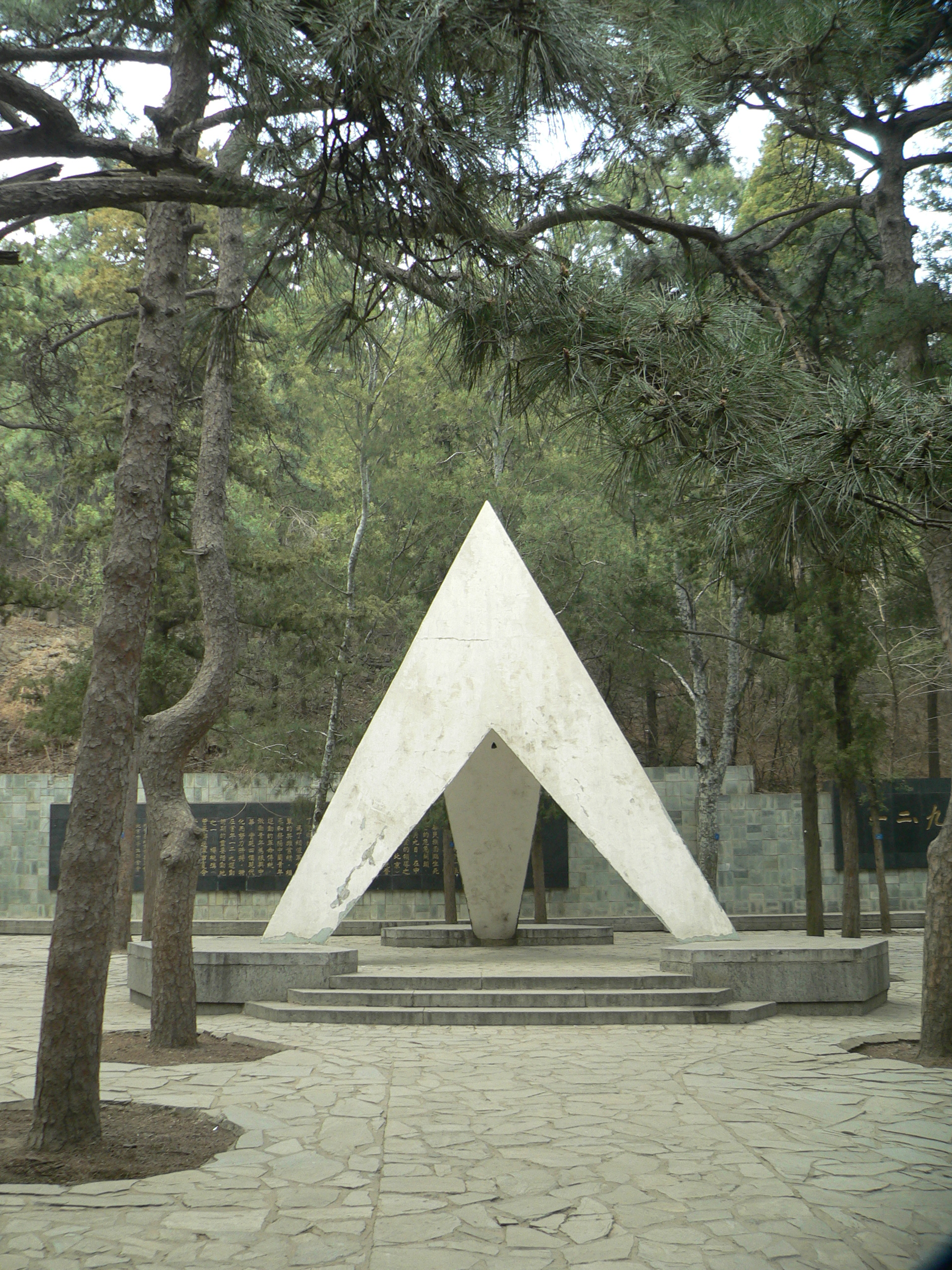
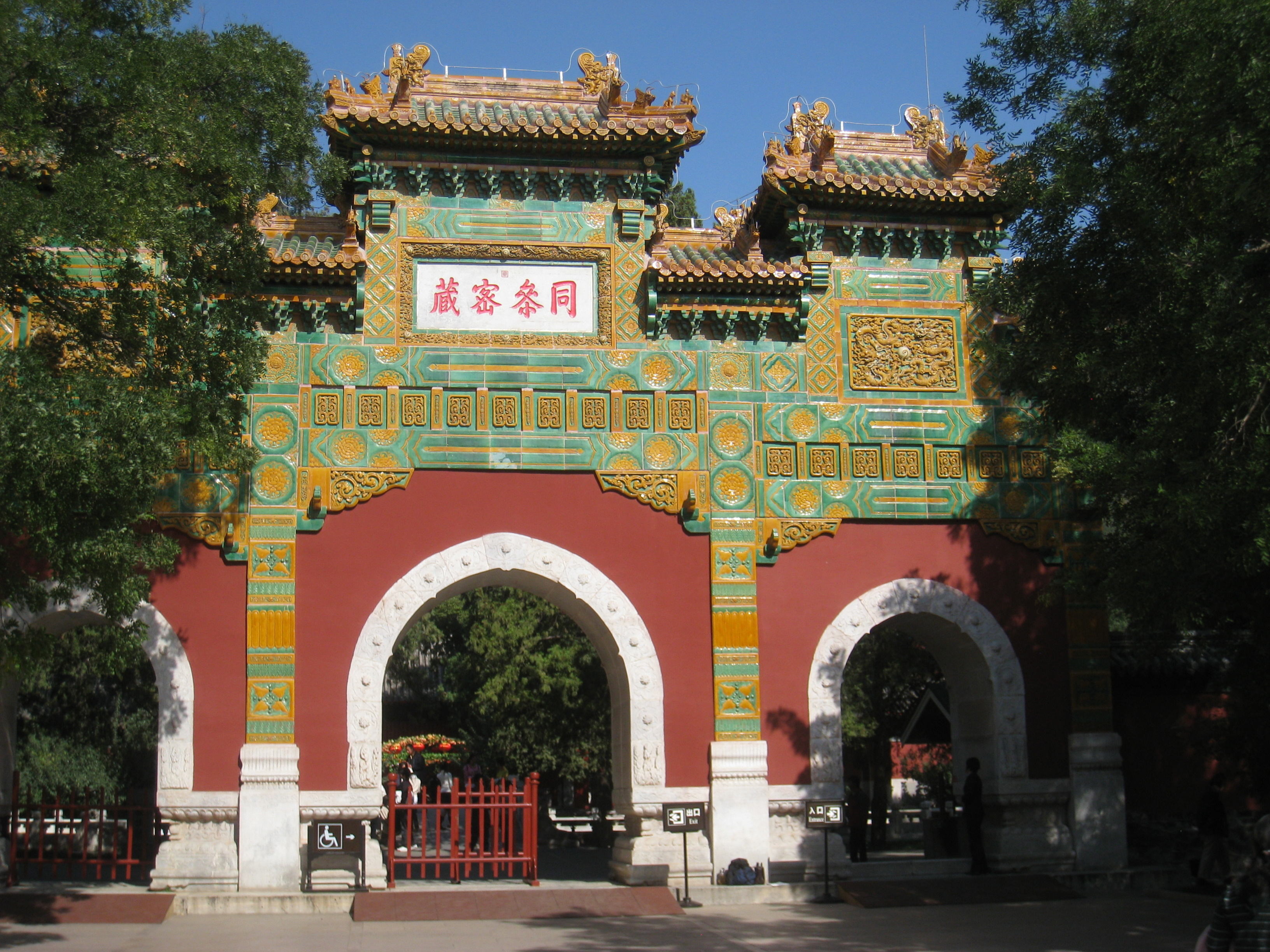
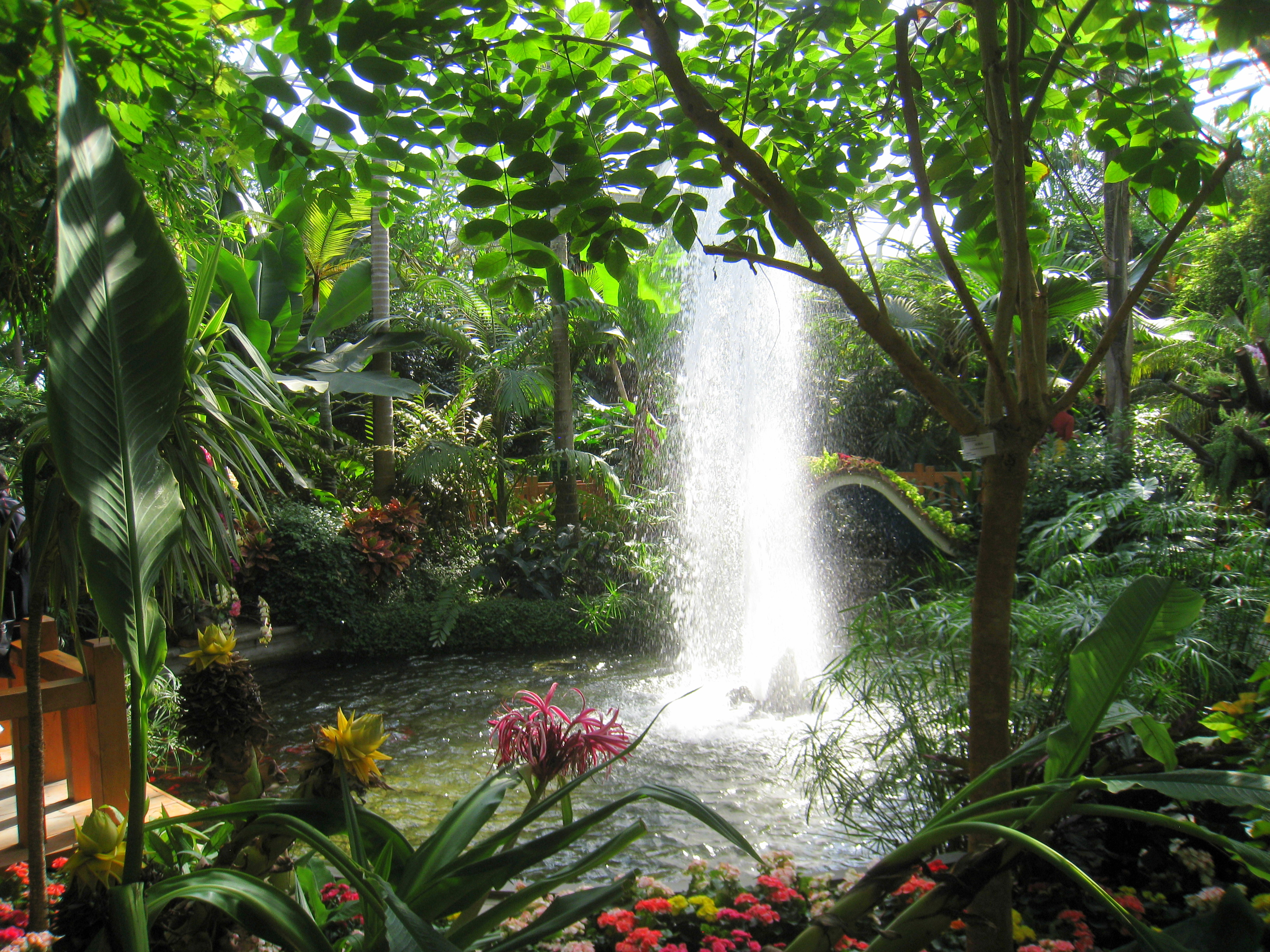
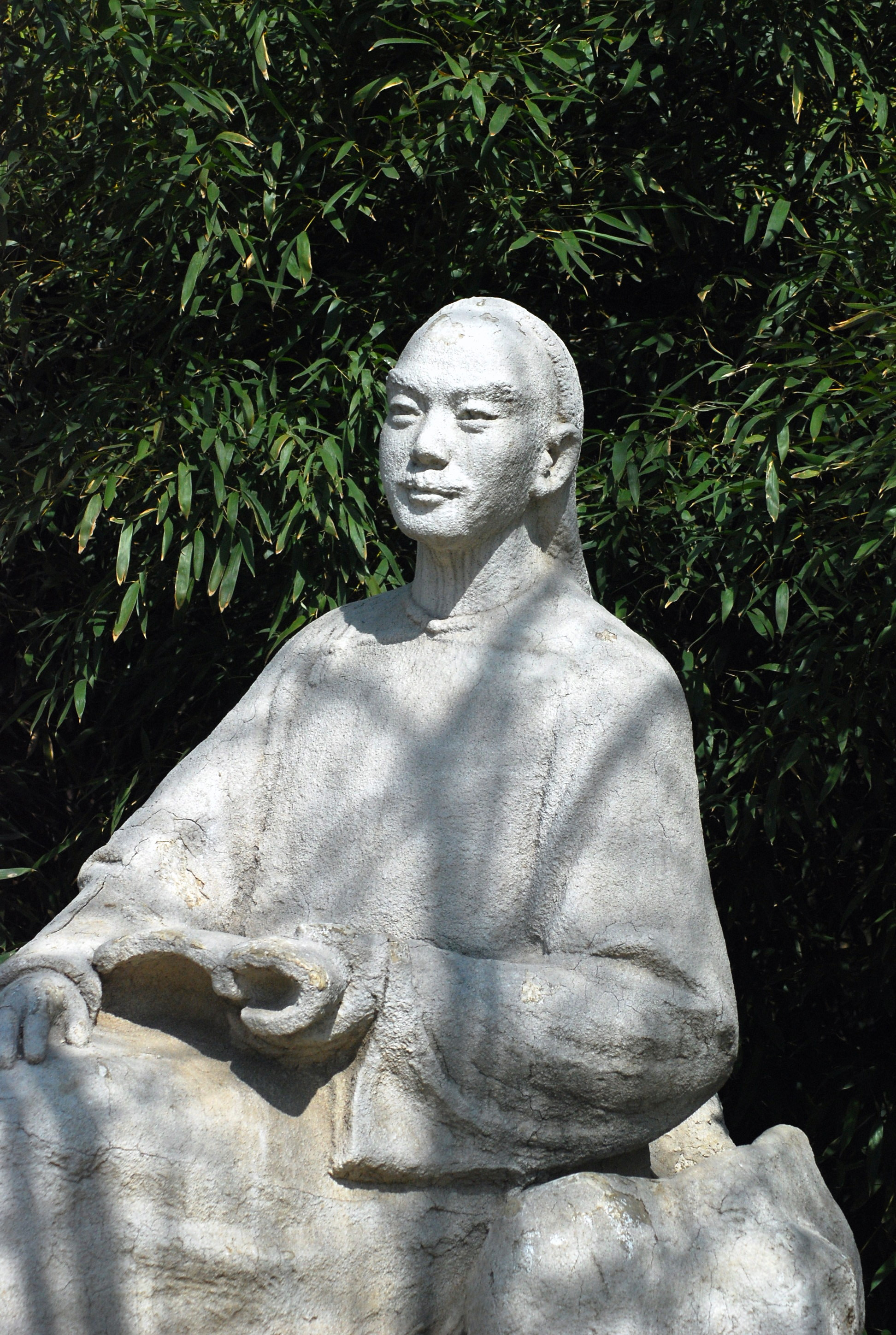
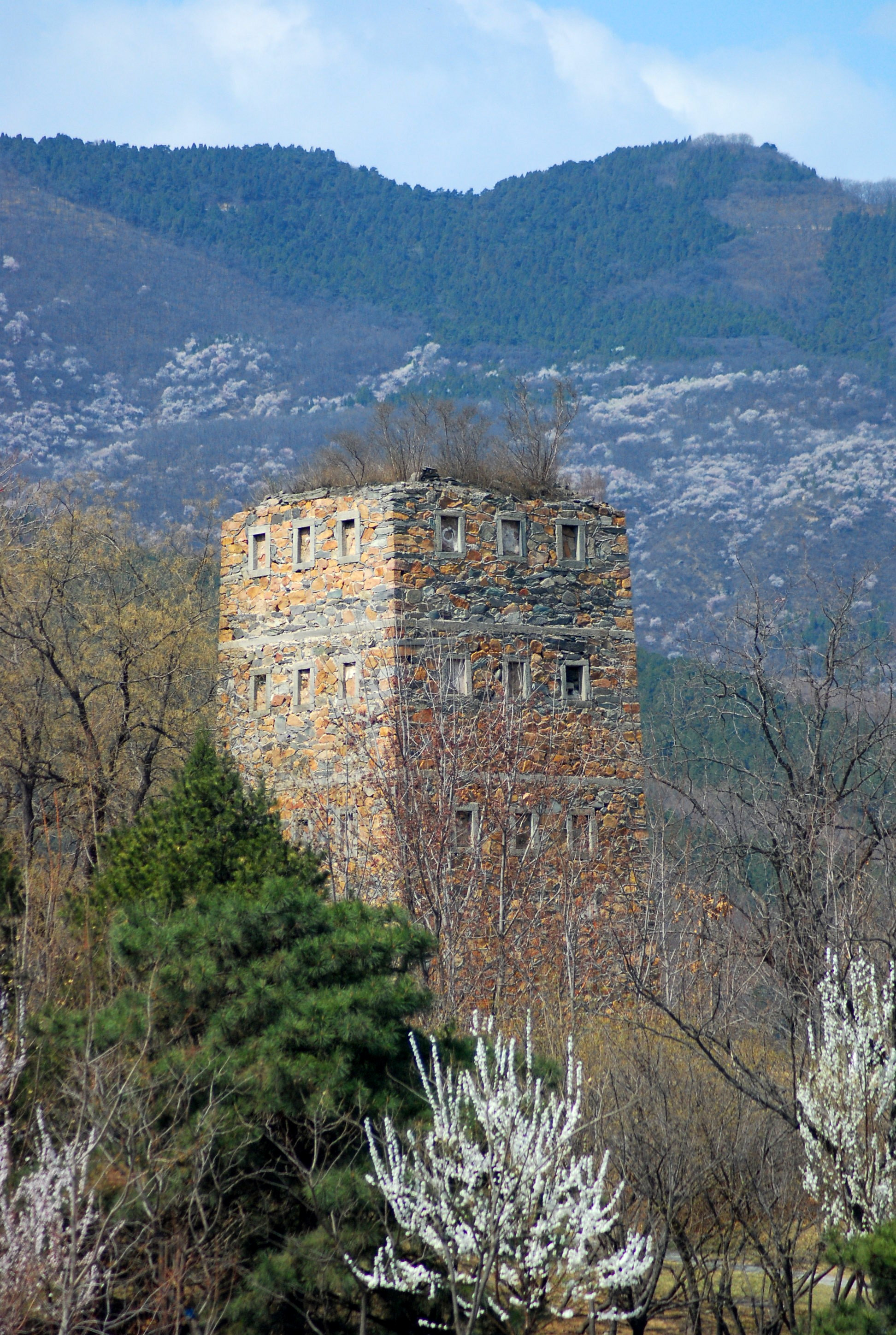

## Colecciones

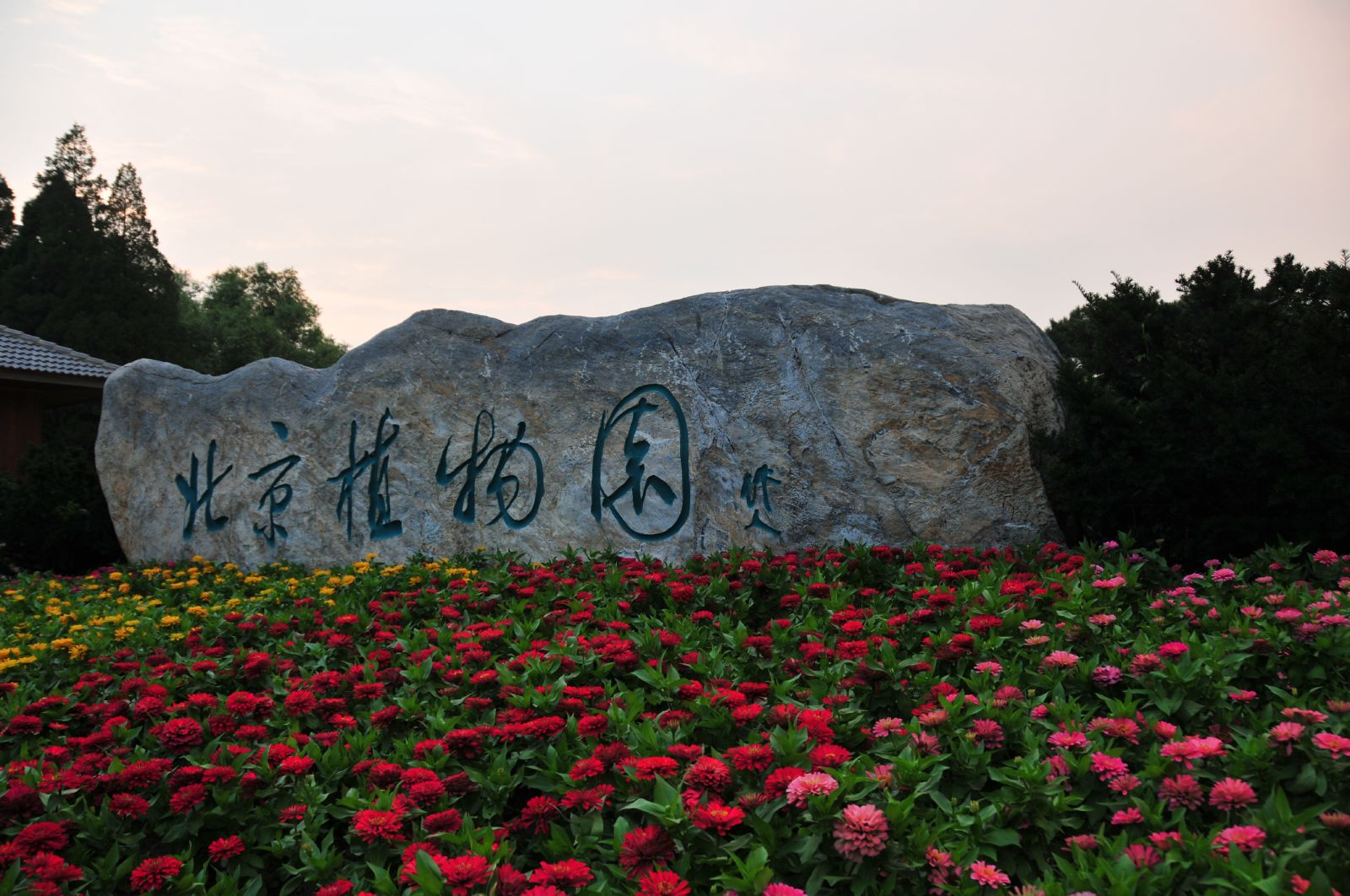
Piedra con las grafías del Jardín Botánico de Pekín.

Los jardines cultivan 6000 especies de plantas, incluidas 2000 clases de árboles y arbustos, 1.620 variedades de plantas tropicales y subtropicales, 500 especies de flores y 1900 tipos de árboles frutales, plantas acuáticas, tradicionales chinas.
Este jardín botánico nos muestra una rica variedad de árboles, arbustos y plantas de flor en sus 200 hectáreas de exposiciones al público, entre las que se incluye la colección de plantas vivas, varios lugares históricos (Templo de Wofo, tumba de Liang, memorial Caos), y una reserva natural.
Entre sus numerosas colecciones son de destacar:
- Jardín de las Peonias fue abierto al público en 1981 y abarca una superficie de 100.000 metros cuadrados y se divide en tres secciones. El Bosquete de las Peonias es el más importante, con una superficie de 35.000 metros cuadrados.
- Jardín de plantas perennes, en la que la recolección de plantas incluye muchas especies raras.
- Arboretum paisajista. En este se incluye la primera metasequoia descubierta en la región de Hubei y Sichuan por un científico chino en la década de 1940. Ya que se creía en un principio que se había extinguido durante el período Paleógeno (hace 66 millones de años), el descubrimiento de los especímenes que viven en China fue una gran sorpresa para los botánicos.
- Hierbas medicinales tradicionales chinas
- Zona de plantas acuáticas y trepadoras.
- Bambús
- Bonsáis
- Melocotoneros ornamentales, originarios de China, habían sido cultivados en China durante miles de años. El melocotón ornamental tiene generalmente las flores de un color llamativo y diversos hábitos de crecimiento, que se podrían clasificar más específicamente en 2 ramas, y en 5 grupos. El jardín ornamental del melocotón ornamental se finalizó a principio de los años 80, cubriendo un área de 3,4 hectáreas. De acuerdo con el proyecto de la colección, se plantaron 60 cultivares de melocotón ornamental. Es la colección más grande y banco de germoplasma del melocotón ornamental de China.
- Valle de los cerezos
- Plantas antipolución
- Plantas raras y amenazadas.
- Complejo de invernaderos construidos en 1999 con una superficie de 6500 m², con unas 3000 especies de plantas distribuidas según temperatura y humedad en : zona de selva, cactus y suculentas, orquídeas (con más de 300 variedades diferentes de orquídeas, entre ellas unas sin raíces que se afianzan en las ramas de los árboles con unos finos pelos para absorber vapor de agua y nutrientes del aire) y plantas carnívoras. Además hay casa alpina, plantas frondosas, y zona de exhibición floral que varía mensualmente.

## Actividades
El jardín botánico de Pekín desarrolla una gran actividad investigadora implicada en la introducción de plantas amenazadas, conservación, aclimatación y uso sostenible.
Aquí tiene su sede el Museo Nacional de China de Paleobotánica cuyo Herbario alberga la mayor colección de especímenes de toda Asia.

## Exposiciones temporales
Entre las exposiciones temporales del año 2009 se destaca la denominada Colombia, una expedición botánica, del 16 de octubre al 16 de noviembre de 2009, compuesta por 52 láminas pertenecientes a las ilustraciones de la Expedición Botánica en la Nueva Granada, liderada por José Celestino Mutis en 1783.

## Servicios
- Restaurantes.
- Casa de invitados, con habitaciones disponibles (las habitaciones cuestan entre 30 y 80 yuanes).

## Galería

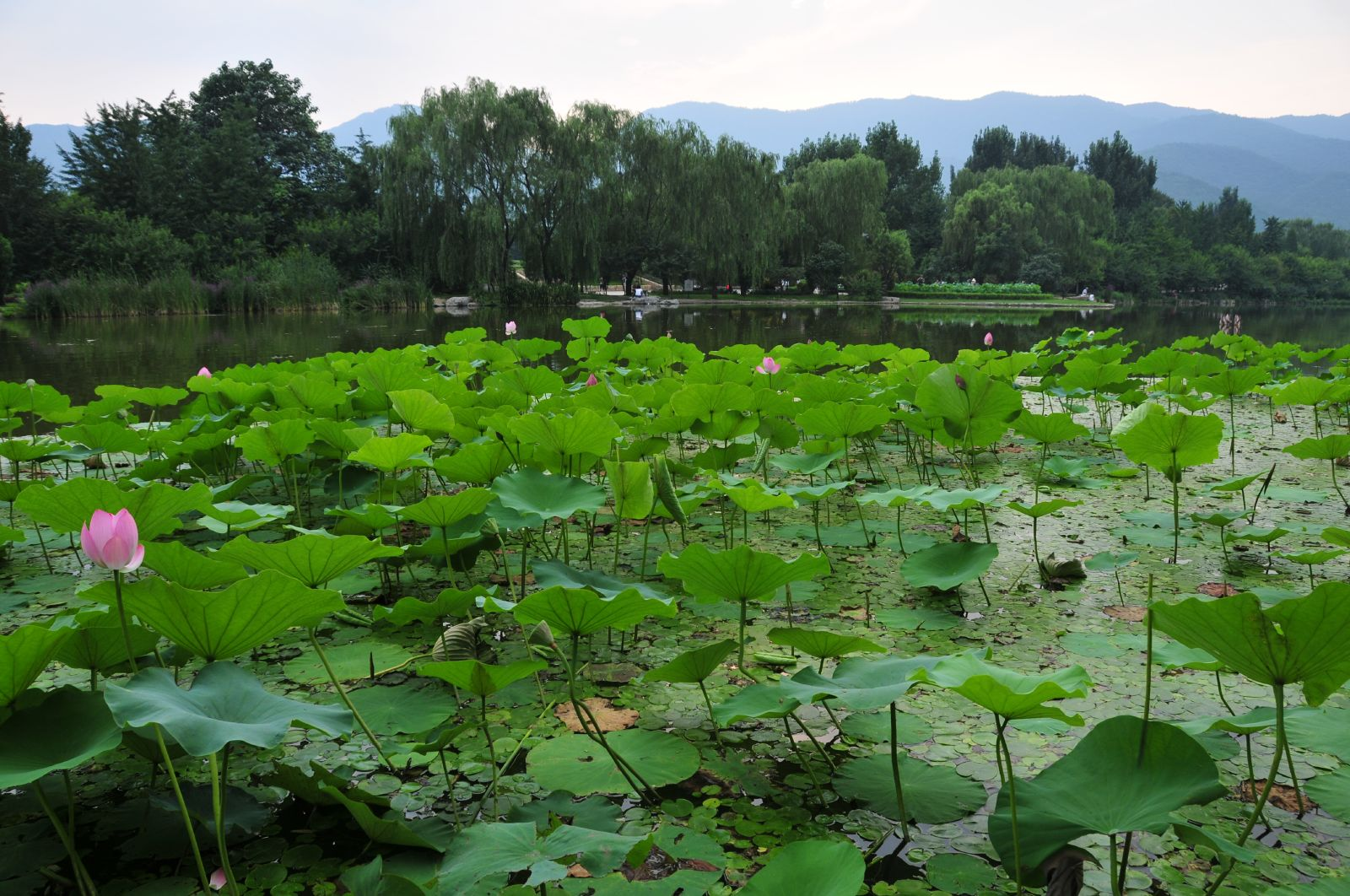
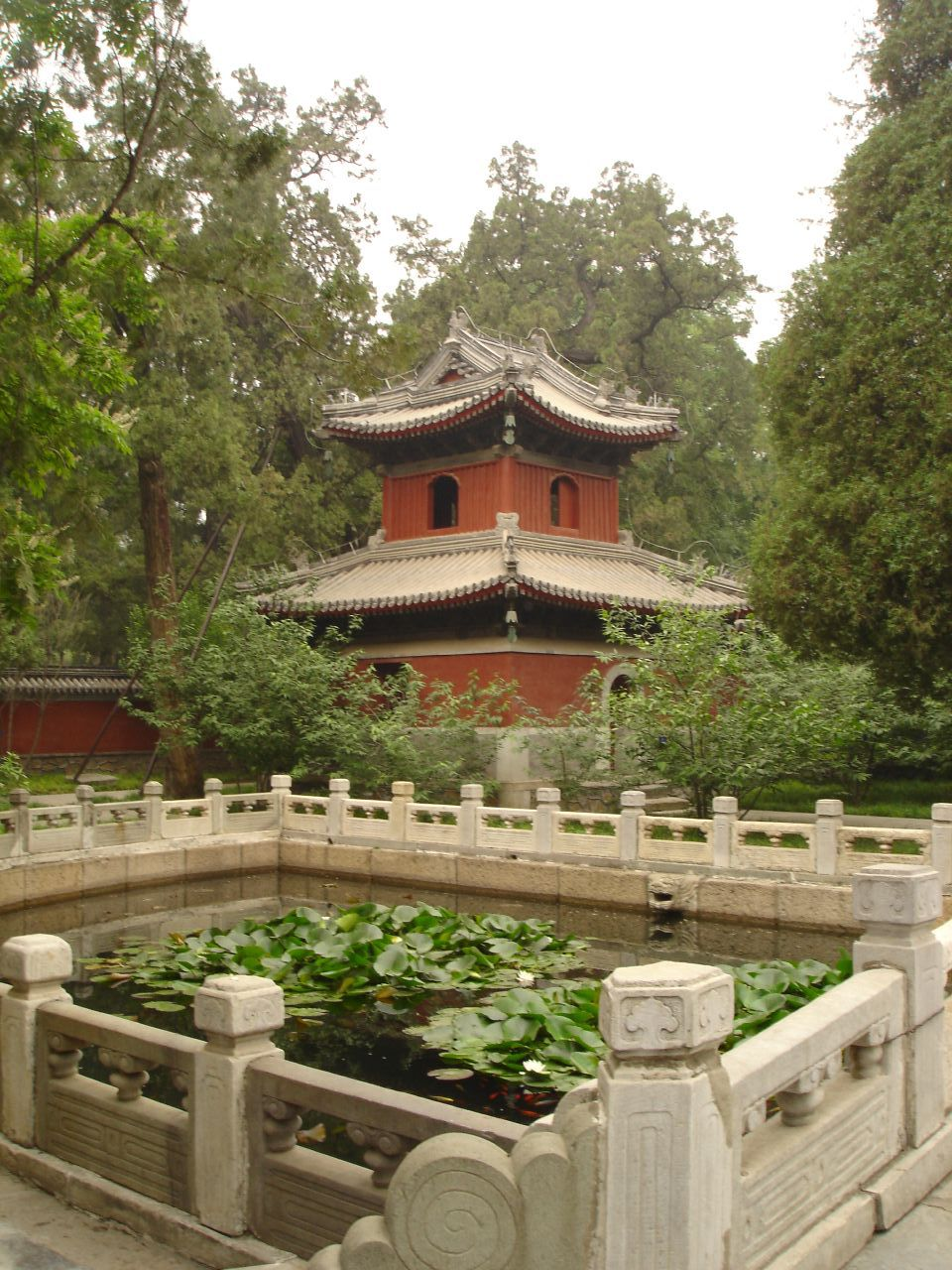
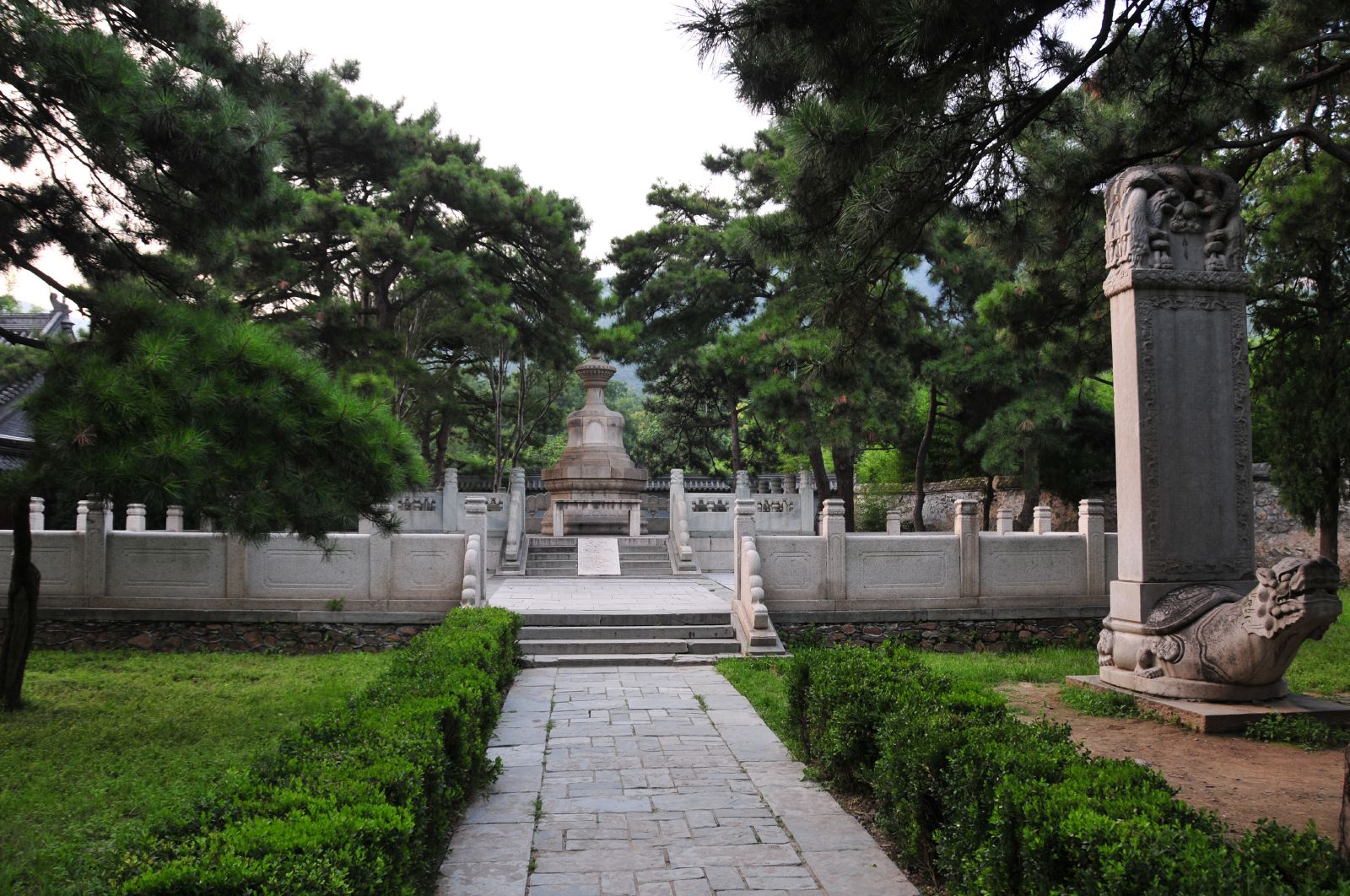
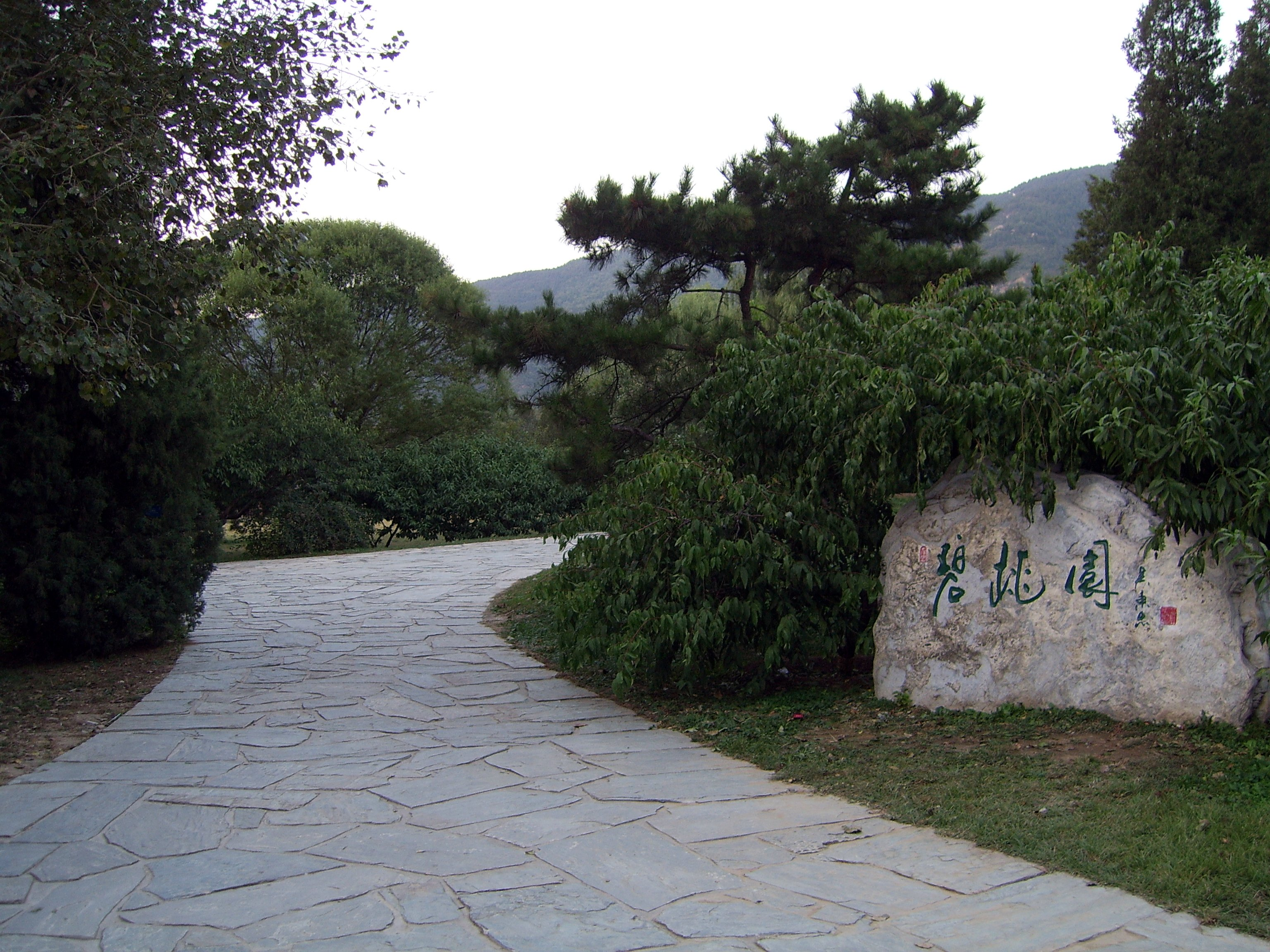
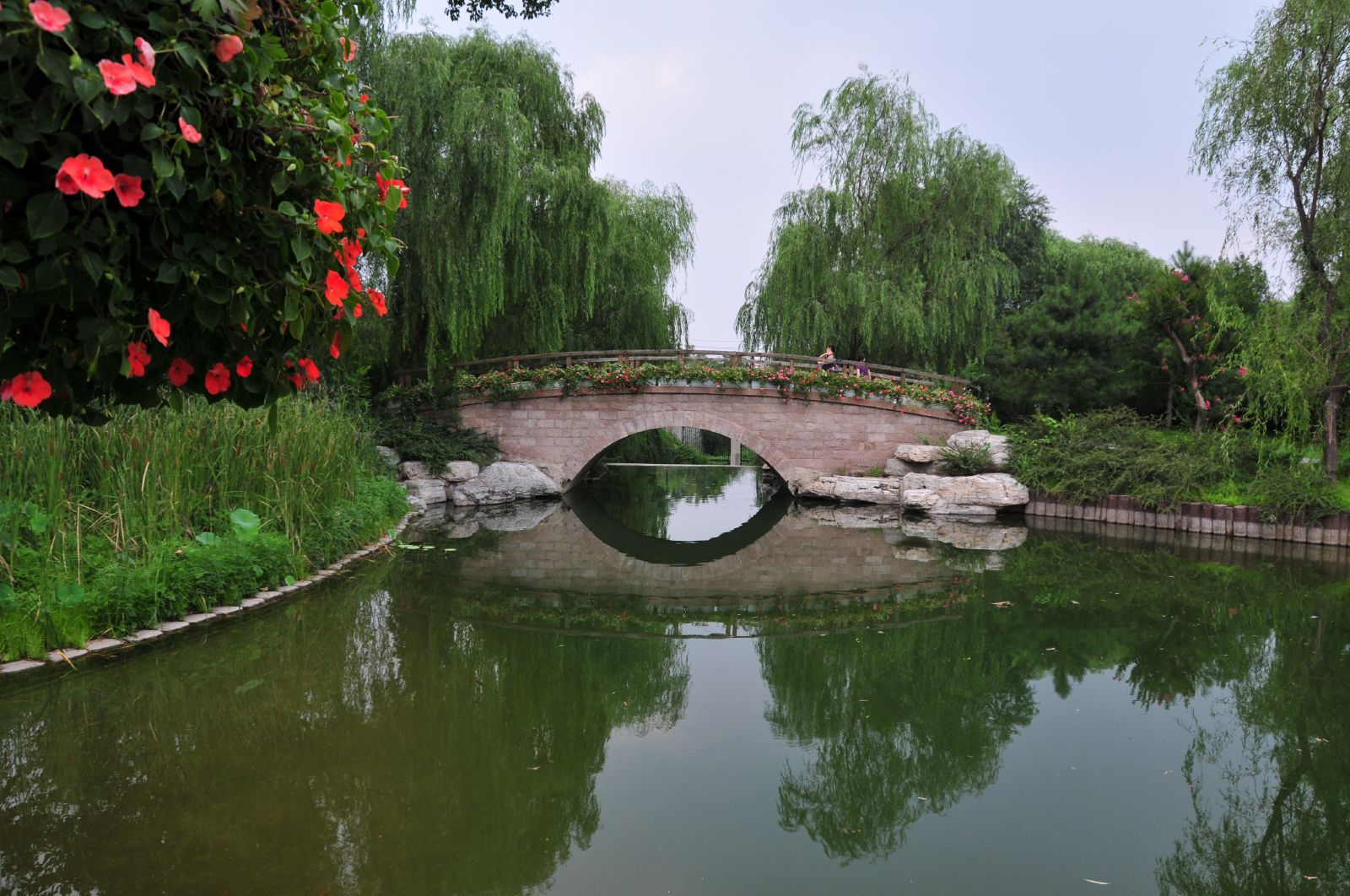
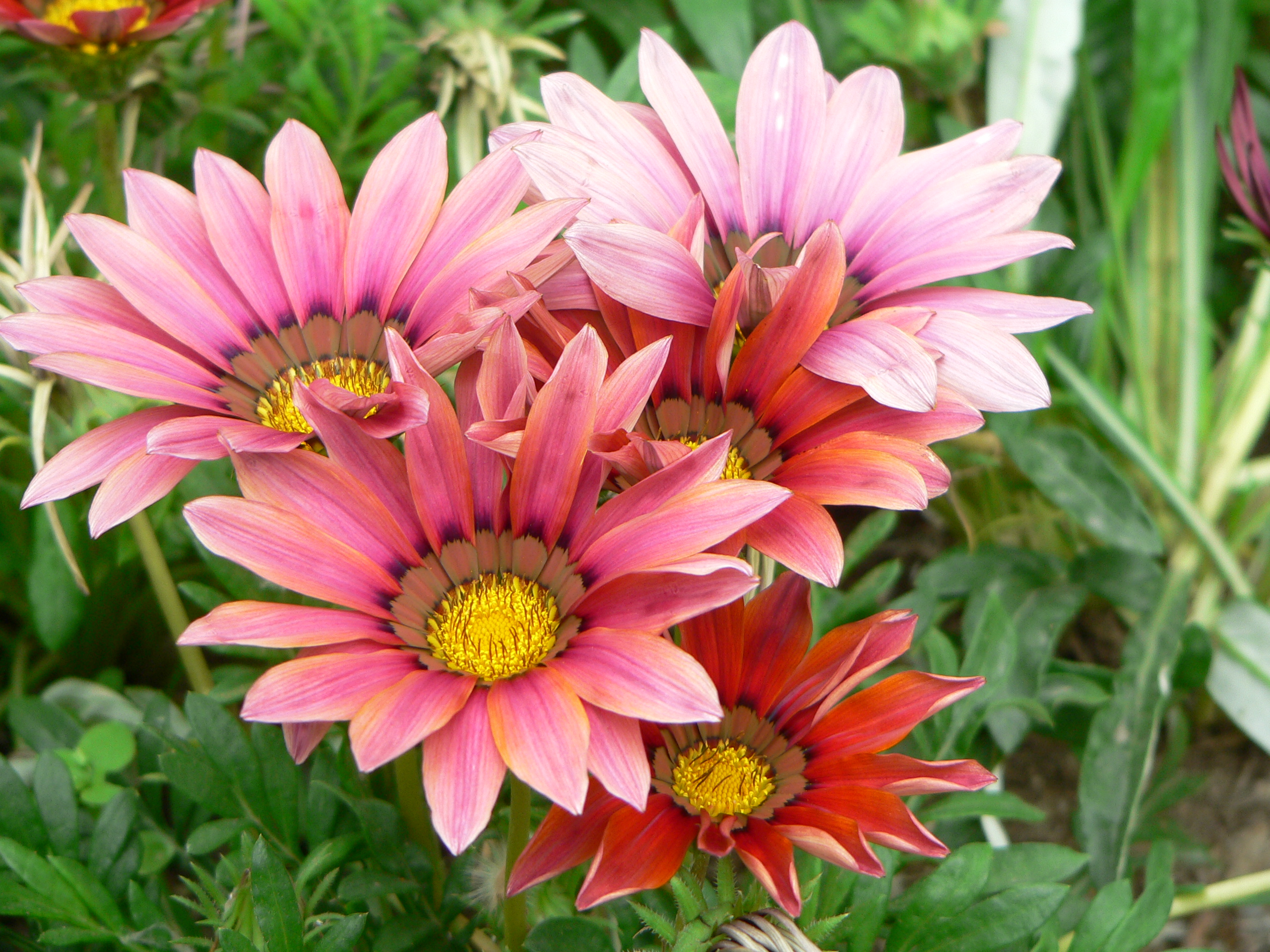
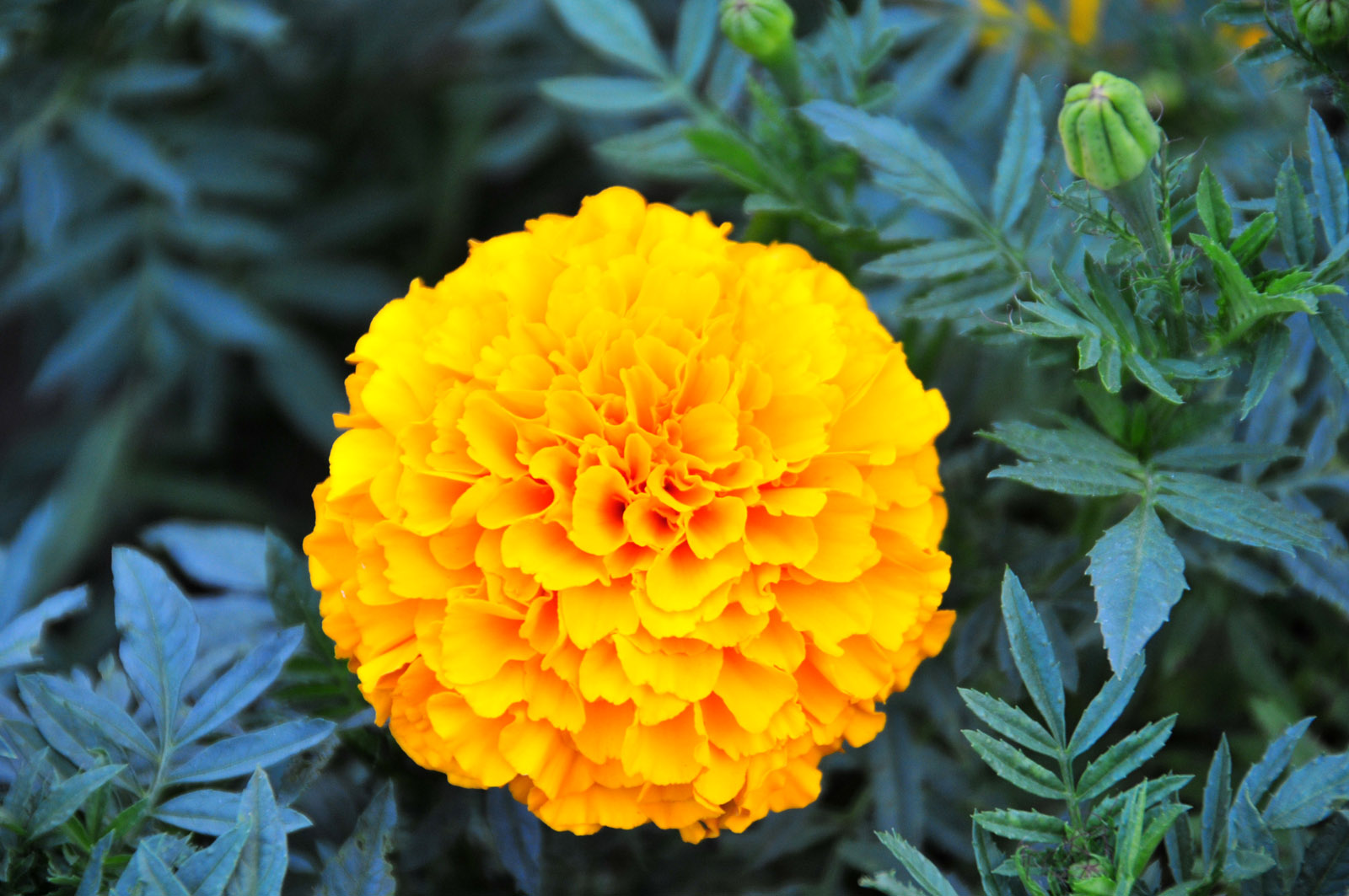
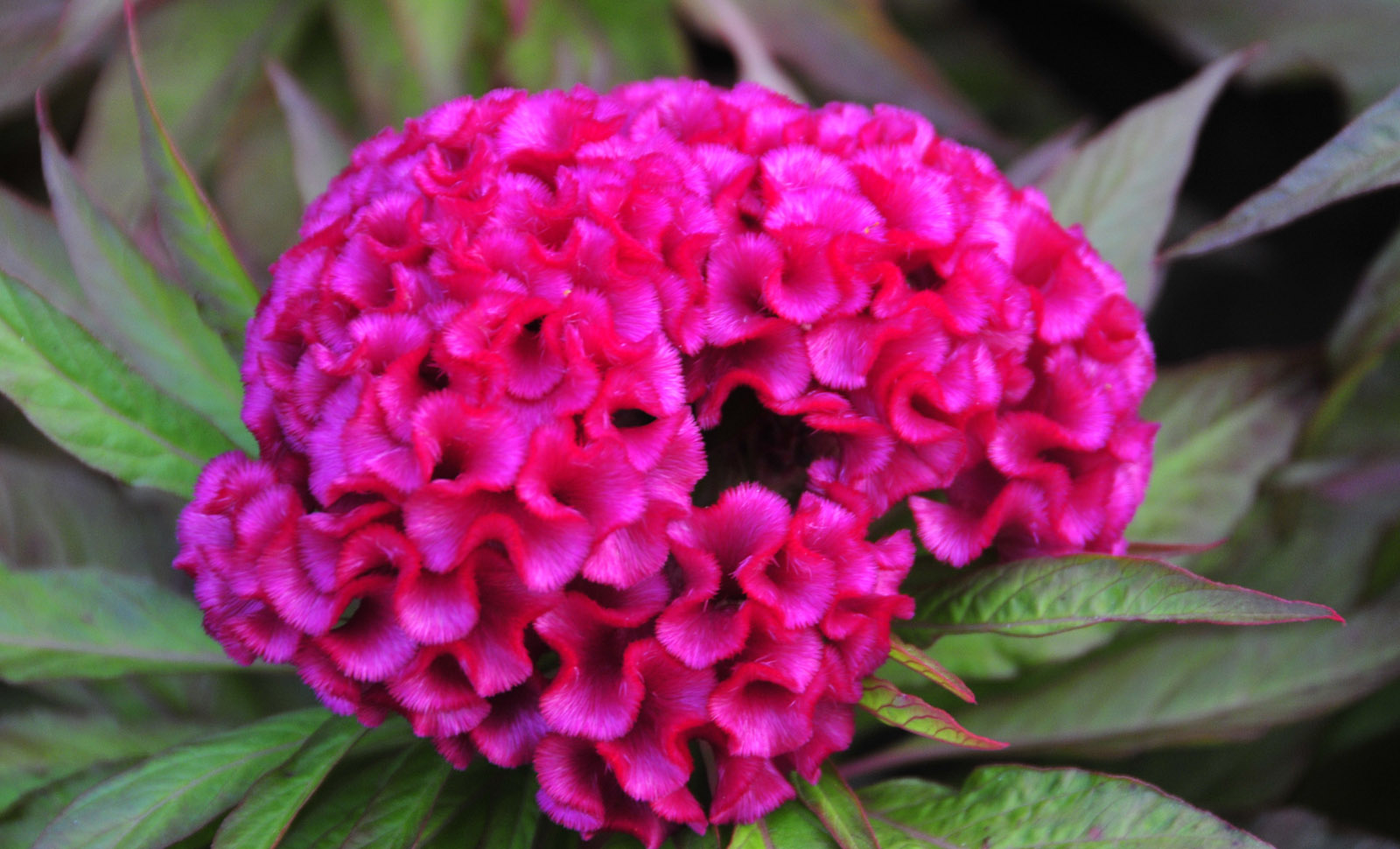
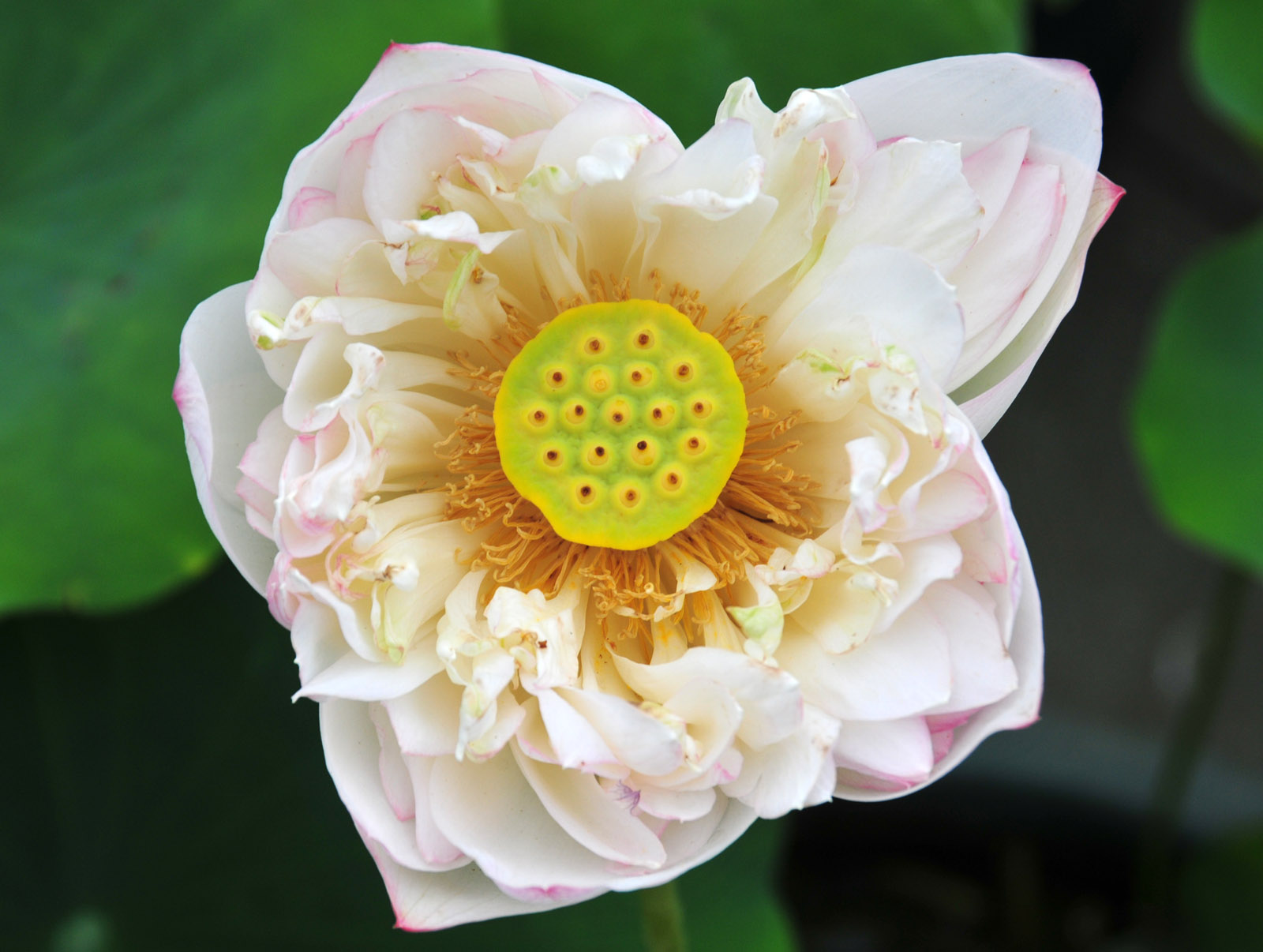
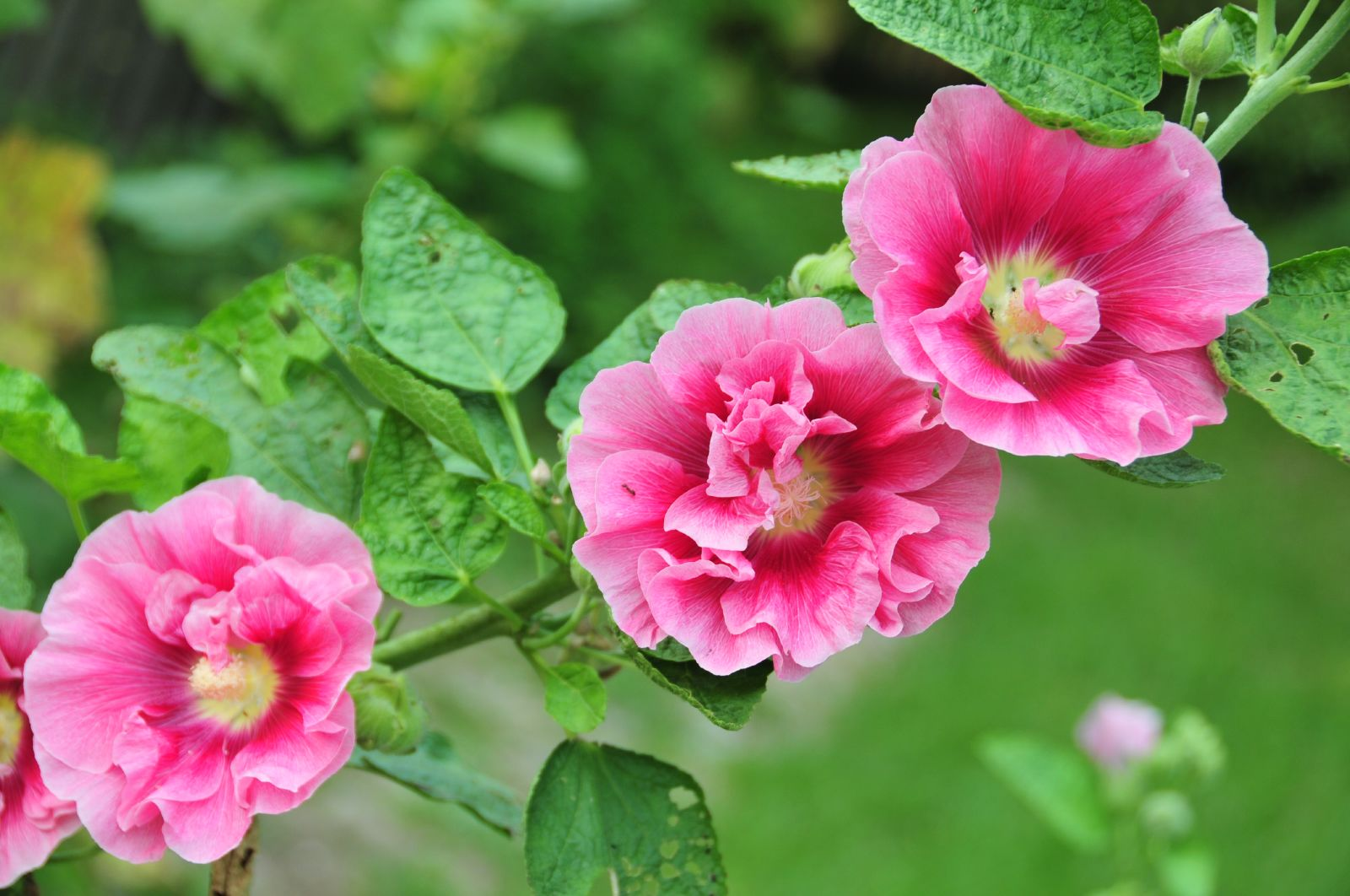
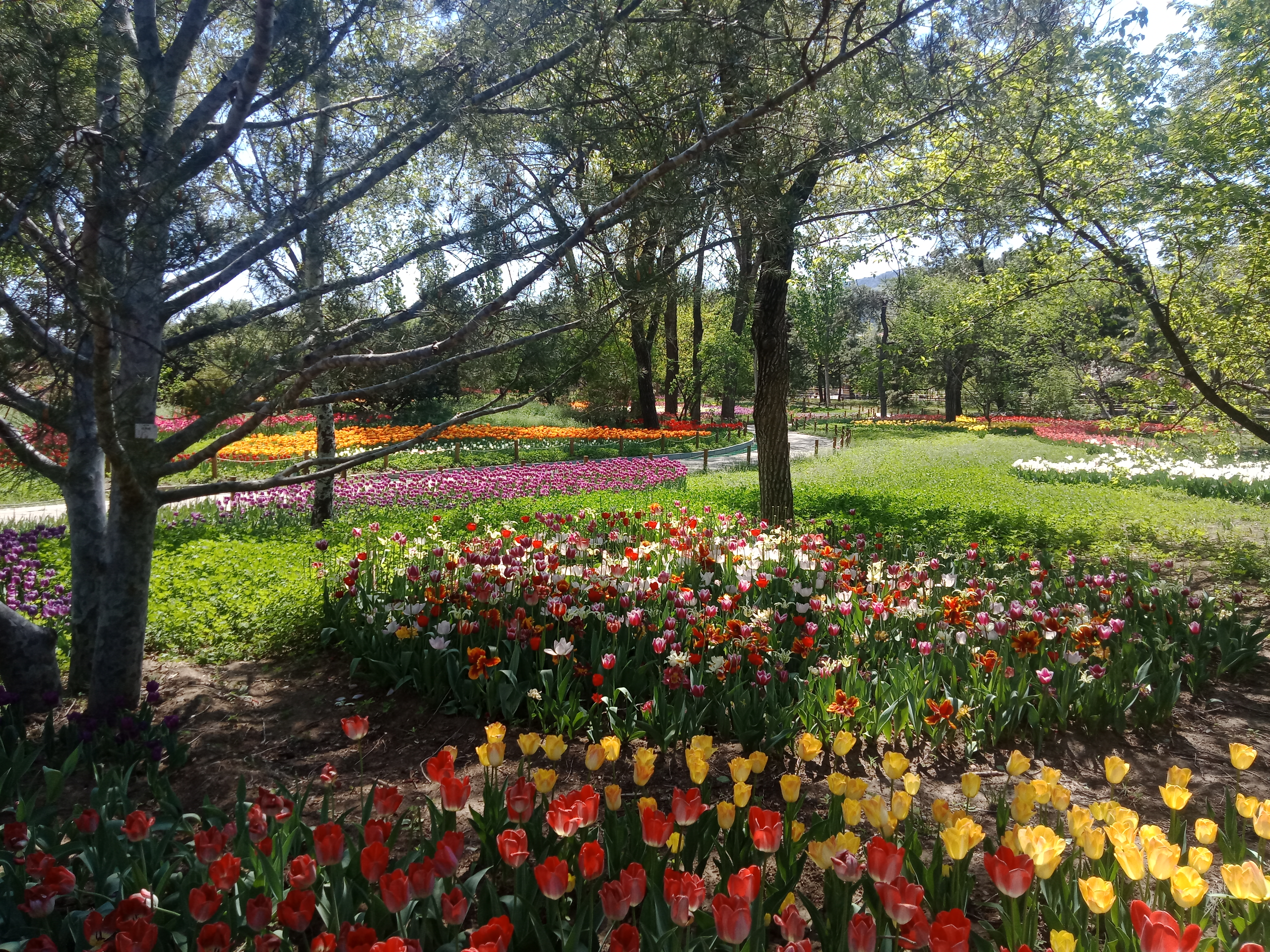

## Curiosidades
- El emperador Puyi que reinó de 1906 a 1912 trabajó durante su vida post reinado en el Jardín Botánico, de 1959 a 1963.